# Móricz György
Móricz György János színész, színigazgató. Születési helye és ideje ismeretlen.

## Életpályája
1789 októberében Nagyszebenben az erdélyi főkormányzóság állított ki részére működési engedélyt, melynek birtokában háromtagú társaságával előbb 1790 januárjában Kolozsváron, majd 1790 júliusában Szatmáron is előadást tartott, de talán más városokban is fellépett.
Jelenlegi ismeretek szerint ez volt az első magyar vándorszíntársulat. Műsora ismeretlen, de valószínű, hogy mutatványosként is szórakoztatta közönségét.